# Amaioua intermedia
Amaioua intermedia är en måreväxtart som beskrevs av Carl Friedrich Philipp von Martius, Schult. och Julius Hermann Schultes. Amaioua intermedia ingår i släktet Amaioua och familjen måreväxter. Inga underarter finns listade i Catalogue of Life.